# Silk Road (album)
A Silk Road Kitaró, japán zeneszerző egyik albuma, melynek zenéje a Selyemút című NHK dokumentumfilm-sorozat számára készült 1980-ban. A teljes zenei anyag két albumon jelent meg, melynek ez az első darabja. Kitarót ez az album tette világszerte ismertté. Az album több kiadó gondozásában is megjelent.

## Az album dalai
1. Silk Road Theme (Shichu no Michi) – 4:12
2. Bell Tower (Shoro) – 2:27
3. Heavenly Father (Tenchi Sohzo Shin) – 4:07
4. The Great River (Harukanaru Taiga) – 2:40
5. The Great Wall of China (Chohja) – 1:54
6. Flying Celestial Nymphs (Hiten) – 4:38
7. Silk Road Fantasy (Silk Road Gensa) – 4:40
8. Shimmering Light (Hikari to Kage) – 3:20
9. Westbound (Nishi ni Mukkatte) – 2:57
10. Time (Taki no Nagare) – 3:30
11. Bodhisattva (Bosatsu) – 2:12
12. Everlasting Road (Towa no Michi) – 5:33